# Corynoptera tetrachaeta
Corynoptera tetrachaeta är en tvåvingeart som beskrevs av Risto Kalevi Tuomikoski 1960. Corynoptera tetrachaeta ingår i släktet Corynoptera, och familjen sorgmyggor. Arten är reproducerande i Sverige.